# 김문기 (1932년)
김문기(金文起, 1932년 3월 7일~2021년 12월 19일)은 대한민국의 교육인, 정치인이다. 상지학원 이사장과 상지대학교 총장을 역임하였고, 제13·14대 국회의원을 지냈다. 본관은 강릉이며, 강원도 강릉시 출신이다.
가구점을 운영하다가 원홍묵이 세운 야간대학을 인수하고 원주실업전문학교를 상지대학교로 개편하였다. 학교 사유화 논란으로 1993년 구속되었으나 석방 이후 이사장이 되었으며 김찬국 상지대학교 총장을 해임시켰다. 2014년 총장으로 선출되어 복귀했으며 이로 인해 이사장 겸 총장이라는 전무후무한 직함을 얻게 되었는데 이로 인해 학생들과 지속적인 마찰을 벌였다.
김문기 측은 김문기가 학교법인 상지학원과 상지대학교의 설립자라고 주장하였으나 법원에서는 상지학원의 설립자는 원홍묵이라고 판결했다.
만화가 강풀은 상지대학교 대자보에 김문기를 비판하는 만화를 그리다 보니 어느새 만화가가 되어 있었다고 회고했다.

## 학력
- 1939. 3.~1945. 2. 성덕공립국민학교 6회 졸업
- 1945. 3.~1953. 3. 강릉제일고등학교 제 11회 상과 졸업
- 1960. 3.~1964. 2. 건국대학교 법정대학 14회 법학과 졸업
- 1970. 3.~1972. 2. 건국대학교 대학원 졸업 (경영학 석사)
- 1975. 6. 미국 Wesley University 명예 인류사회학 박사

## 경력
- 1973. 12.~1993. 6. 상지학원 이사장
- 2014. 8.~2015. 7. 상지대학교 총장

## 수상
- 2009 한국사립초중고등학교법인협의회 봉황장

## 서적
- 상지 정신-이화문화출판사 (2015)

## 역대 선거 결과
|  | 41.79% |

|  | 35.38% |

|  | 35.2% |

|  | 48.35% |

|  | 36.45% |

|  | 14.98% |

## 가족 관계
- 배우자: 김옥희
  - 슬하 2남 4녀(김성남, 길남, 송자, 숙자, 용남, 계남)